# Кадученко Йосип Андріянович
Йосип Адріянович Кадученко (нар. 31 жовтня 1906 — пом. 13 березня 1988) — капітан РСЧА часів Другої світової війни, заступник командира танкового батальйону 115-го танкового полка 57-ї танкової дивізії, 20-ї армії Герой Радянського Союзу (1941).

## Життепис
Народився 31 жовтня 1906 року у с. Стара Ушиця Кам'янець-Подільського району в селянській родині. Українець. У 1922 році закінчив семирічну школу. До 1925 року працював у сільському господарстві. У 1926 році закінчив Кам'янець-Подільську партшколу. У Радянській армії з жовтня 1928 року, служив червоноармійцем 1-ї окремої конвойної роти у Ленінграді. У 1932 закінчив орловську бронетанкову школу.

## Друга світова війна
З липня 1941 року учасних боїв з німецькими військами. Відзначився у оборонних боях у Білорусі. Заступник командира танкового батальйону 115-го танкового полку капітан Кадученко Й. А. у липні 1941 року в бою біля міста Орша Вітебської області очолив дві танкові роти, котрі розбили танкову колону супротивника. У бою знищено 9 танків ворога, велику кількість мотопіхоти.
У подальшому продовжував воївати на фронті. З серпня 1941 — командир батальйона 128-го танкового полку 128-ї танкової бригади, з вересня 1941 — заступник командира цього полку. Учасник Смоленської битви. У жовтні 1941 року був записаний в число загиблих, але в дійсності потрапив у кільце оточення під час Вяземської операції. У бою 6 жовтня 1941 року був контужений та захоплений у полон. Тричі намагався тікати, але кожного разу був спійманим.
У березні 1945 року звільнений наступаючими частинами Червоної Армії та зачислений у склад 4-ї гвардійської танкової армії. У її рядах брав участь Берлінській та Празькій наступальних операціях. Після війни відправлений на спецперевірку, а у грудні 1945 — звільнений у запас.

## Після війни
Проживав у м Запоріжжя. У 1945—1966 роках працював у Запорізькій обласній раді Осоавіахіма та ДОСААфа, потім на коксохімічному заводі. Помер 13 березня 1988 року. Похований у Запоріжжі, на Першотравневому цвинтарі